# ريك ديكر (مهندس)
ريك ديكر (بالإنجليزية: Rick Decker)‏ هو مهندس أمريكي، ولد في 3 مايو 1903 في جزيرة ستاتن في الولايات المتحدة، وتوفي في 1 مارس 1966 في نيوجيرسي في الولايات المتحدة.